# Папуга зелено-червоний
Папуга зелено-червоний (Eclectus roratus) — вид папуг з родини Psittaculidae. Ендемік Індонезії.

## Поширення
Вид поширений на Молуцьких островах. Трапляється на островах Моротаї, Гальмагера, Тернате, Бачан і Обі (включаючи деякі менші острови), а також Буру, Серам, Амбон, Харуку і Сапаруа. Мешкає у первинних низинних лісах, але також зустрічається від узбережжя до середньогірних районів, включаючи мангрові зарості, ліси nypa, прісноводні болота, ліси на посушливих територіях, прибережні чагарники, густіші савани, парки, плантації, вторинні зарості та сади. Вид стає набагато рідшим на висоті вище 1000 м, але його можна зустріти на висоті до 1900 м.

## Підвиди
- E. r. vosmaeri (Rothschild, 1922) — північні та центральні Молукські острови;
- E. r. roratus (Statius Müller, 1776) — південні Молукські острови;
- E. r. westermani † (Bonaparte, 1850) — вимер; точне походження невідоме, район моря Банда ; можливо, що цей таксон був гібридом.

## Опис
Довжина тіла 35–42 см, маса тіла 350—600 грам. Існує чіткий статевий диморфізм. Самець має зелене оперення, з червоною плямою збоку і синьою окантовкою крил. Самиця червоного кольору, з сапфіровим черевцем і шиєю. Крім того, верхня щелепа самця червонувато-помаранчева, а нижня щелепа чорна; у самиці дзьоб повністю чорний з помаранчевою плямою збоку біля основи верхньої щелепи.

## Спосіб життя
Зазвичай харчується фруктами, насінням, горіхами, бруньками листя та квітами. Він також здійснює набіги на сади для пошуку фруктів на острові Обі. Зазвичай розмножується між серпнем і вереснем, можливо, січнем, листопадом на Буру, але дуже вірогідно в будь-яку пору року. Гніздиться в дуплах високо на дереві, як правило, на галявині або на узліссі.